# Mähkli
Mähkli je vesnice v estonském kraji Võrumaa, samosprávně patřící do obce Antsla.